# Bergendalia diversa
Bergendalia diversa is een platworm (Platyhelminthes). De worm is tweeslachtig. De soort leeft in het zoute water.
Het geslacht Bergendalia, waarin de platworm wordt geplaatst, wordt tot de familie Polyposthiidae gerekend. De wetenschappelijke naam van de soort werd voor het eerst geldig gepubliceerd in 1918 door Yeri & Kaburaki.